# Агропромисловий ланцюжок вартості
Концепція агропромислового ланцюжка вартості (англ. agricultural value chain) використовується з початку 21 сторіччя, в першу чергу у сфері розвитку агропромисловості у країнах, що розвиваються. Хоча загальноприйнятого визначення поняття не затверджено, найчастіше воно стосується всього спектру товарів та послуг, необхідних для руху агропромислового продукту від сільського господарства (ферми тощо) до кінцевого покупця або споживача.

## Підґрунтя

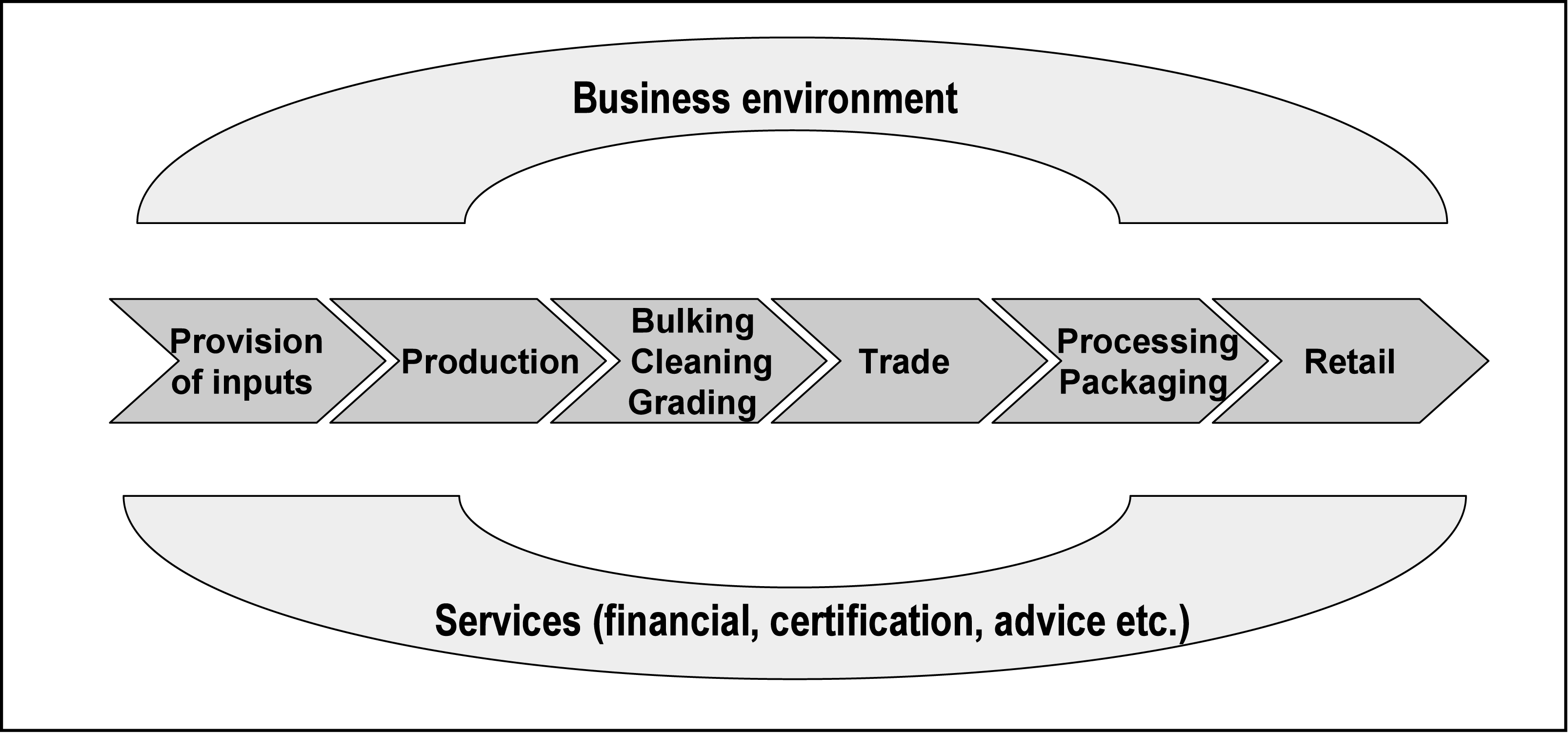
Схематичне зображення ланцюжка вартості

Термін «ланцюжок вартості» був вперше популяризований у книзі Майкла Портера, надрукованій 1985 року, який використав його для ілюстрації того, яка компанії можуть досягти того, що він називав «конкурентної переваги» додавання вартості всередині себе. Пізніше цей термін був пристосований для цілей агропромислового розвитку, а зараз є дуже популярним серед тих, хто працює в цій сфері, зі зростаючою кількістю двосторонніх та багатосторонніх благодійних, які використовують його при обґрунтуванні інтервенцій у розвиток.
Основою концепції агропромислового ланцюжка вартості є ідея про учасників, пов'язаних ланцюжком виробництва та доставки товарів до споживачів у послідовності дій. Однак, «вертикальний» ланцюжок не може функціонувати ізольовано, тому важливим підходом ланцюжка вартості є також розгляд «горизонтальних» впливів на ланцюжок, таких як постачання сировини та матеріалів і надання фінансових ресурсів, надання підтримки і загальне сприятливе середовище. Підхід визнали корисним, особливо донори, тому, що його наслідком став розгляд всіх факторів, які впливають на здатність фермерів прибутково досягати ринків збуту, і це призвело до ширшого спектру інтервенцій у ланцюжок. Він використовується і для покращення існуючих ланцюгів і для ідентифікування донорами ринкових можливостей для малих фермерів.

## Визначення
Не існує загальноприйнятого визначення агропромислових ланцюжків вартості. Деякі агенції використовують термін без формулювання його робочого визначення і просто перевизначили свою поточну діяльність як роботу над «ланцюжком вартості», коли термін став популярним. Серед опублікованих визначень є визначення Світового банку («термін ‘’ланцюжок вартості’’ описує повний спектр діяльностей з отримання додаткової вартості, яка потрібна для проведення продукту або послуги через різні стадії виробництва, включно з придбанням сировини, матеріалів та інших вхідних ресурсів»)), визначення UNIDO («діячі, пов'язані вздовж ланцюжка виробництва, трансформації та постачання товарів та послуг до кінцевих споживачів у послідовній мережі активностей») та CIAT («стратегічна мережа, яка об'єднує ряд бізнес-організацій»).
За відсутності універсального визначення, «ланцюжок вартості» зараз використовується на позначення ряду ланцюжків, включно з позначенням:
- міжнародного або регіонального ринку сировини та матеріалів. Приклади включають «глобальний ланцюжок вартості бавовни», «ланцюжок вартості південноафриканської кукурудзи» або «ланцюжок вартості бразильської кави»;
- національного або локального ринку сировини та матеріалів чи системи маркетингу, наприклад «ланцюжок вартості томатів Гани» чи «ланцюжок вартості томатів міста Аккри»;
- ланцюга постачання, який може стосуватись обох з вищезазначених;
- розширеного ланцюга постачання або маркетингового каналу, який охоплює всі дії, необхідні для виробництва продукту, включно з інформацією/розширенням, плануванням, постачанням витратних матеріалів та фінансування. Це найпоширеніше використання терміна ланцюжок вартості;
- окремого ланцюга, призначеного для задоволення потреб одного або обмеженої кількості покупців. Це використання, яке напевно найбільш близьке до концепції Портера, наголошує, що ланцюжок вартості призначений для виміру вартості для всіх учасників дій, направлених на задоволення попиту споживачів або окремого роздрібного торговця, переробника або товарно-сервісну компанію, яка постачає цих споживачів. Попит визначається джерелом вартості.

## Методології ланцюжка вартості
Донори та інші організації, які підтримують агропромисловий розвиток, такі як GIZ, Міністерство міжнародного розвитку Великої Британії, Міжнародна організація праці, Міжнародний інститут довкілля та розвитку і UNIDO, виробили ряд документів, які спрямовані на допомогу їх співробітникам та іншим у оцінці ланцюжків вартості для того, щоб вирішити найбільш відповідні інтервенції, потрібні або для оновлення існуючих ланцюгів або для просування нових. Однак застосування аналізу ланцюгів вартості по різному інтерпретується різними організаціями, з можливими негативними наслідками на їх вплив на розвиток. Створено численні посібники у ситуації, коли ключові концептуальні та методологічні елементи аналізу та розвитку ланцюжків вартості ще розробляються. Багато з цих посібників включають не лише детальні процедури, які вимагають експертів для проведення аналізу, але і використовують детальні квазі-академічні методології. Наприклад, одна з таких методологій полягає у порівнянні того ж ланцюжка вартості у різні періоди (порівняльне або панельне дослідження) для оцінки змін у ставках, управлінні та системній ефективності і інституціональних рамках.

## Пов'язування сільгоспвиробників та ринків
Значна частина роботи з розвитку ланцюгів вартості стосується шляхів пов'язування дрібних сільгоспвиробників з компаніями, а тобто з ланцюжком вартості в цілому. Хоча існують приклади повністю інтегрованих ланцюжків вартості, які не включають малих учасників (наприклад Unilever управляє чайними плантаціями та потужностями з переробки чаю в Кенії, а потім змішує та пакує чай в Європі та продає його під брендами Lipton, Brooke Bond чи PG Tips), більшість агропромислових ланцюжків вартості включають продажі від малих незалежних виробників (осіб/фермерів) на більші компанії. Такі схеми часто включають контрактне вирощування, тобто угоду, за якою фермер погоджується поставити погоджену кількість врожаю або тварин живою вагою, які відповідають стандартам якості замовника та його вимогам з доставки, часто за ціною, встановленою заздалегідь. Компанії-замовники часто надають підтримку виробникам шляхом постачання матеріалів, підготовкою землі, відповідними порадами та транспортуванням продукції.

## Інклюзивні ланцюжки вартості
Праця з просування ринкових ланцюжків у країнах, що розвиваються, часто заснована на концепції «інклюзивного ланцюжка вартості», який зазвичай робить наголось на ідентифікації можливих шляхів того, як малі фермери можуть бути включені у нові або наявні ланцюжки вартості або можуть отримати більшу вартість від ланцюжка, або шляхом збільшення ефективності, або також від діяльності далі на ланцюгу вартості. У різних публікаціях на цю тему, визначення «інклюзивності» часто не точне, оскільки неясно, чи метою розвитку є включення всіх фермерів, або лише тих, хто найкраще можуть скористатись можливостями.

## Фінансування агропромислового ланцюжка вартості
Фінансування агропромислового ланцюжка вартості стосується потоків коштів до та всередині ланцюга вартості, які направлені на задоволення потреб учасників ланцюга у фінансуванні, забезпеченні продажів, закупівлі матеріалів або виробленої продукції або покращення ефективності. Вивчення потенціалу фінансування ланцюга вартості включає цілісний підхід до аналізу ланцюга, тих, хто працює в ньому, та їх взаємозв'язків. Ці зв'язки дозволяють потік фінансування по ланцюжку. Наприклад, ресурси можуть бути надані фермерам, а їх вартість може бути сплачена безпосередньо при доставці товару, без потреби фермерам отримувати позику від банку або аналогічної установи. Така схема є загальноприйнятною при контрактному вирощуванні. Види фінансування ланцюжків вартості включають торговельне фінансування через позику від трейдера та постачальника ресурсів або кредиту, наданого маркетинговою компанією або провідною фірмою. Інші інструменти торговельного фінансування включають фінансування дебіторської заборгованості, коли банк виділяє кошти проти відступлення майбутньої дебіторської заборгованості від покупця, та факторинг, за яким бізнес продає свою дебіторську заборгованість з дисконтом. Також до фінансування ланцюжка вартості належать фінансування під заставу активів, таке як на основі складських свідоцтв, та зменшення ризиків, такі як форвардні контракти, ф'ючерси та страхування.

## Використання інформаційно-комунікаційних технологій у ланцюжку вартості
Інформаційно-комунікаційні технології стали важливим засобом просування ефективності сільськогосподарських ланцюжків вартості. Особливо швидко поширюються використання мобільних технологій. Вартість послуг інформаційно-комунікаційних технологій падає, а технології стають більш доступними у багатьох країнах, що розвиваються. Застосунки можуть надавати пряму підтримку фермерам через СМС-повідомлення; їх прикладами є:
- iCow,[21] розроблена в Кенії, яка надає інформацію про тривалість вагітності, штучне запліднення корів та як за ними доглядати;
- такі застосунки як M-Pesa[22] можуть надавати підтримку у доступі до мобільних платіжних систем для значної кількості населення, яка не має доступу до банківs, таким чином сприяючи транзакціям по ланцюжку вартості;
- інші застосунки розроблені для просування страхування врожаю через постачальників сировини та матеріалів[23].

Інформаційно-комунікаційні технології також використовуються для зміцнення здатності працівниками недержавних організацій та інших організацій допомоги досягнути фермерів зі своєчасною та точною інформацією та, одночасно, отримати дані з полів. Програма «Знавця-працівника спільноти» від Grameen Foundation (Community Knowledge Worker) є прикладом цього. Представники фермерів навчаються використання застосунків на смартфоні, які надають інформацію про сільське господарство та можливу підтримку. Більшість інформації про ринкові ціни зараз надається фермерам за допомогою СМС. Далі за ланцюгом вартості, технології пропонують значні можливості покращити простежуваність, що особливо релевантно при зростанні важливості сертифікації. За необхідності, багато експортерів вже можуть відстежити поставки (коносаменти) до окремих фермерів і, за необхідності, вжити необхідних заходів для усунення проблем. Такі системи як eRails також допомагають дослідникам у сфері агропромисловості збиранням даних, аналізом та доступом до нових наукових публікацій.

## Сприятливі середовища
Для розвитку успішного ланцюжка вартості важливі дві речі: створення відповідного середовища для розвитку сільського господарства та інвестування у сільські суспільні блага. Сприятливе середовище передбачає мир та суспільний порядок, макроекономічну стабільність, контрольовану інфляцію, обмінні курси, засновані на ринкових засадах, а не урядовому розподілі іноземної валюти, передбачувані податки, які реінвестуються у суспільні блага та майнові права. Існує позитивна кореляція агропромислового зростання з інвестиціями в іригацію, транспортну інфраструктуру та інші технології. Уряди відповідальні за постачання основних товарів та послуг, інфраструктури, такої як сільські дороги, та досліджень у сфері агропромисловості. Розвиток ланцюжка вартості часто обмежує корупція, як на високому рівні, так і на найрізноманітніших дорожніх блоках в багатьох країнах, особливо в Африці. Багато заходів для вдосконалення цільових ланцюгів вимагають співпраці між різними міністерствами та відомствами на національному та міжнародному рівнях, що може бути важко досягти.